# Plectropomus leopardus
Plectropomus leopardus is een  straalvinnige vissensoort uit de familie van zaag- of zeebaarzen (Serranidae).
De wetenschappelijke naam van de soort werd voor het eerst geldig gepubliceerd in 1802 door Bernard Germain de Lacépède.
De soort staat op de Rode Lijst van de IUCN als Gevoelig, beoordelingsjaar 2004. De omvang van de populatie is volgens de IUCN dalend.